# Малый Байрак
Малый Байрак (укр. Малий Байрак) — село,
Великосорочинский сельский совет,
Миргородский район,
Полтавская область,
Украина.
Код КОАТУУ — 5323281002. Население по данным 1982 года составляло 30 человек.
Село было ликвидировано (снято с учёта как нп) в 2003 году.

## Географическое положение
Село Малый Байрак находилось в 3,5 км от правого берега реки Псёл,
на расстоянии в 2 км расположены сёла Великие Сорочинцы и Великий Байрак.
По селу протекал ирригационный канал.

## История
- Село указано на трёхверстовке Полтавской области (военно-топографическая карта Шуберта 1869 года) как хутор Воронин[2]
- В Полтавском областном архиве есть церковные документы Преображенской церкви местечка Сорочинцы к которой приписан Малый Байрак (Воронин)[3]
- В 2003 году село ликвидировано[1].

## Название села
Слово байрак происходит от тюркского «балка»; так обычно называется сухой, неглубоко взрезанный овраг, зачастую зарастающий травой либо широколиственным лесом.
Слово байрак распространено на юге Европейской части СССР, в лесостепной и степной зоне. От названия «байрак» происходит название байрачных лесов, где растут обычно следующие породы деревьев — дуб, клён, вяз, ясень, липа.
На территории Украины имелись минимум 19 сёл и посёлков с названием Байрак, из них шесть — в Харьковской области и восемь — в Полтавской в их современных границах. Село входило сначала в Харьковскую; с октября 1937 года — в Полтавскую область.
Малым Байрак был назван потому, что рядом, в Полтавской губернии, за две версты находилось село Большой Байрак с гораздо большим населением.